# Polhemspriset
Polhemspriset är ett pris som delas ut för teknisk innovation på hög nivå eller för genialisk lösning av ett tekniskt problem. Innovationen ska finnas tillgänglig på den öppna marknaden och ha befunnits konkurrenskraftig. Den ska även vara uthålligt miljövänlig. Priset har fått sitt namn efter Christopher Polhem.
År 1876 bildades Polhemsfonden av Ingenjörföreningen, men förvaltningen av denna övergick 1890 till Svenska Teknologföreningen, efter att dessa organisationer sammanslagits. Svenska Teknologföreningen fusionerades 1974 med Civilingenjörsförbundet. Det slogs samman 2007 med Ingenjörsförbundet till Sveriges Ingenjörer.
Fonden tillhör Sveriges Ingenjörer och avkastningen går till utdelandet av Polhemspriset. 
Prisnomineringar görs av Sveriges näringsliv, tekniska högskolor och universitet samt av priskommittén. 
Priset utgörs av en guldmedalj och en penningsumma på 250 000 kronor).
| År   | Polhemspriset Pristagare                        | Motivering |
| ---- | ----------------------------------------------- | --- |
| 1878 | Werner Cronquist                                | Om de eldfasta råämnena i Skånes kolförande formationer                                                                                           |
| 1879 | Otto Fahnehjelm                                 | Om svenska kalkarters och lerors användbarhet till beredning av Portlandcement och hydraulisk kalk                                                |
| 1881 | Elis Bedoire                                    | Bidrag till utredning av förhållanden vid turbiner och av villkoren för god effekt                                                                |
| 1882 | Carl Ångström                                   | Om tryckturbiner |
| 1895 | Ernst Danielson                                 | Grafisk teori för beräkning av induktiva flerfasmotorer                                                                                           |
| 1895 | Johan Gustaf Richert                            | Om kloakledningarnas dimensioner och lutningsförhållanden                                                                                         |
| 1900 | Martin Ekenberg                                 | Undersökningar och experiment för att utröna möjligheten av en mekanisk fiskrensning                                                              |
| 1900 | Johan August Brinell                            | Sätt att bestämma kroppars hårdhet |
| 1904 | Carl Lundgren                                   | Grafisk metod för beräkning av rörledningar och kanaler                                                                                           |
| 1904 | Sigurd Nauckhoff                                | Bidrag till kännedom om nitroglycerinens och de nitroglycerinhaltiga sprängämnenas frysningsförhållanden                                          |
| 1911 | Richard Ekwall                                  | Om järnbetongkonstruktioners beräkning |
| 1921 | Franz Ragnar Berwald och Bo Hellström           | Bidrag till beräkningar av vissa betongkonstruktioner                                                                                             |
| 1925 | Baltzar von Platen och Carl Munters             | Om alstring av kyla, undersökningar som ledde till Electrolux absorptionskylskåp                                                                  |
| 1930 | Erik Öman och Elis Göth                         | Luft-Ånga, teoretisk studie |
| 1930 | Mauritz Vos och Håkan Sterky                    | Användande av elektronrör för frekvensmultiplicering                                                                                              |
| 1936 | Walter Kjellman                                 | Om jordarters deformationsegenskaper |
| 1936 | Lennart Forsén                                  | Om de kemiska reaktionerna vid cements hårdnande                                                                                                  |
| 1940 | Waloddi Weibull                                 | A statistical theory of the strength of materials                                                                                                 |
| 1945 | Conny Palm                                      | Intensitätsschwankungen im Fernsprechverkehr, metod för statistisk beräkning av telefonnäts tillgänglighet                                        |
| 1945 | Olof Rydbeck                                    | On the propagation of radio waves |
| 1950 | Hannes Alfvén                                   | On trochoidal beams and their use in electronic tubes                                                                                             |
| 1950 | Karl-Henrik Gustavson                           | En samling forskningsarbeten om hudproteinets reaktioner                                                                                          |
| 1955 | Gunnar Pleijel                                  | The computation of natural radiation in architecture and town planning                                                                            |
| 1955 | Georg Drougge                                   | A method for the continuous variation of the Mach number in a supersonic tunnel                                                                   |
| 1960 | Ragnar Lundholm                                 | Overvoltage in a direct lightning stroke to a transmission tower                                                                                  |
| 1960 | Joel Lindberg (1919-1996)                       | Wool fabrics as garment construction materials |
| 1960 | Nils Hast                                       | The measurement of rock pressure in mines |
| 1969 | Bertil Stålhane                                 | Pionjärarbete inom området tekniska halvledarkomponenter                                                                                          |
| 1974 | Per-Anders Persson                              | Utvecklingen av Nonel, tändsystem för sprängmedel                                                                                                 |
| 1974 | Sigvard Strandh                                 | Omfattande insatser avseende allmän teknikhistoria                                                                                                |
| 1979 | Bengt Gunnar Magnusson                          | Telefonstationssystemet AXE |
| 1980 | Georg Vogl                                      | Forskning och uppbyggnad av teknisk optik och optisk industri                                                                                     |
| 1981 | Sven Brohult                                    | Forskning och utveckling inom biokemi |
| 1982 | Torkel Wallmark                                 | Forskning inom området fasta tillståndets elektronik                                                                                              |
| 1983 | Ove Pettersson                                  | Forskning inom byggnadstekniskt brandskydd |
| 1984 | Arne Berglie och Hadar Lidén                    | Halvt nedsänkbara offshoreplattformar |
| 1985 | Kåre Hannerz                                    | Secure-reaktorn |
| 1986 | Sven Benktander och Sture Åsberg                | Utveckling av hjullagerenhet |
| 1987 | Ove Fernö                                       | Nicorette rökavvänjningsmedel |
| 1988 | Lennart Gustavsson och Leif Lindau              | Filtra-MVSS, skyddssystem för kärnkraftsreaktorer                                                                                                 |
| 1989 | Olle Siwersson                                  | Sicon-bulktransportband |
| 1990 | Harry Frank                                     | Tyristorstyrd shuntkompensering |
| 1991 | Karl Dunkers                                    | Effektivisering av vattenreningsteknik |
| 1992 | Per Siversson                                   | Ficktelefon med inbyggd batteriåterladdning och digital dataterminal                                                                              |
| 1993 | Claes Ericsson                                  | Mätsystem för bestämning av borrhåls sträckning och position                                                                                      |
| 1994 | Mikael Karlsson och Martin Gren                 | Skrivarkommunikation och process för nätverk |
| 1995 | Håkan Lans                                      | Färggrafik och transponder för positioneringssystem (GPS)                                                                                         |
| 1997 | Hans Hellsten                                   | CARABAS, radarteknologiskt system |
| 1999 | Gunnar Asplund                                  | HVDC Light, totalt nytt koncept för elektrisk transmission                                                                                        |
| 2001 | Mats Leijon                                     | Powerformer, högspänningsgenerator |
| 2003 | Ove Öhman                                       | Innovationer till bioteknik och DVD |
| 2005 | Lars Ingvarsson                                 | Rullformad plåtprofil för koniska tak |
| 2007 | Karl-Gustaf Derman                              | En serie innovationer inom marin, maskin- och byggnadsteknik                                                                                      |
| 2009 | Laila Ohlgren                                   | Idén att lagra telefonnumret i mobilen vilket effektiviserade uppkopplingen                                                                       |
| 2011 | Georgios Psaros                                 | Innovationer inom sjukvård |
| 2013 | Petra Wadström                                  | Vattenrenaren Solvatten |
| 2014 | Hans Björklund                                  | Smarta elnät |
| 2015 | John Elvesjö och Mårten Skogö                   | Tobii Eyetracker, som hjälper människor med funktionsnedsättningar att använda datorer genom ögonstyrning.                                        |
| 2016 | Lennart Lindblad                                | Grundare av Autoliv |
| 2017 | Daniel Stenberg                                 | Skapare av cURL |
| 2018 | Lars Stigsson och Valeri Naydenov               | För förnybar diesel från tallolja |
| 2019 | Peter Halldin, Hans von Holst och Svein Kleiven | MIPS (Multi-directional Impact Protection System) är hjälmlösningen som imiterar hjärnans eget skyddssystem och reducerar risken för hjärnskador. |
| 2020 | Ludvig Strigeus                                 | Programvara bakom Spotify, med motiveringen ”Han har flyttat fram gränserna för mjukvara”                                                         |
| 2021 | Rickard Öste och Angeliki Triantafyllou         | För deras jobb och innovationer kring havrebaserade produkter                                                                                     |
| 2022 | Staffan Gestrelius                              | För sin framgångsrika och visuella mjukvara Qlikview som kombinerar data från många källor.                                                       |
| 2023 | Christopher Ahlberg och Staffan Truvé           | För sitt analysverktyg som i realtid kan identifiera cyberattacker, oroligheter och potentiella terrordåd med enbart öppna informationskällor.    |
| 2024 | Jakob och Stina Ehrensvärd                      | För enkel och säker inloggning med sin hårdvara YubiKey.                                                                                          |

Lilla Polhemspriset tilldelas den student eller de studenter vid svenskt universitet eller svensk teknisk högskola som under det gångna kalenderåret presterat ett examensarbete av hög kvalitet. Det är Sveriges Ingenjörers årliga pris för bästa examensarbete på civilingenjörsutbildningen. Examensarbetena bedöms efter deras ingenjörsmässighet och vetenskapliga nivå, men också efter hur de är presenterade. Sveriges tekniska högskolor och universitet nominerar pristagare, och en priskommitté utser vinnaren.
| År   | Examenspris civilingenjörsutbildning till Christopher Polhems minne | Motivering                                                                                 |
| ---- | ------------------------------------------------------------------- | ------------------------------------------------------------------------------------------ |
| 2014 | Christian Bremer och Erik Olhson                                    | Utveckling av rullstol med stel ram för utvecklingsländer                                  |
| 2015 | Fredrik Brosser och Emil Milh                                       | FPGA: Field Programmable Gate Array                                                        |
| 2016 | Hiroki Yasuga                                                       | Utveckling av nytt substrat för lateral flödesimmunanalys                                  |
| 2017 | Albin Nilsson                                                       | Visade att karbonatiserad aska är relativt enkel att granulera med enkla metoder           |
| 2018 | Fredrik Präntare                                                    | Innovation inom artificiell intelligens applicerad på strategispel                         |
| 2019 | Karl Fredrik Erliksson och Richard Bai                              | Arbete inom rörelseplanering för små fordon                                                |
| 2020 | Richard Hedlund                                                     | Design av en signalmottagare för detektering av lavintransceivers                          |
| 2021 | Daniel Nilsson                                                      | Ett nytt system som förbättrar redan kända tekniker för optiska pincetter                  |
| 2022 | Tim Yngesjö                                                         | Teknik för hur tvådimensionella satellitkartor kan göras tredimensionella.                 |
| 2023 | Jonathan Södergren                                                  | Med hjälp av bananflugor utforma bättre metoder att bekämpa Alzheimer.                     |
| 2024 | Kaiyang Zeng                                                        | Utvecklat en ny metod för att snabbare diagnosticera sepsis, mer känt som blodförgiftning. |

Wimanska priset tilldelas den student eller de studenter vid svensk teknisk högskola som under det gångna kalenderåret presterat ett examensarbete av hög kvalitet. Det är Sveriges Ingenjörers årliga pris för bästa examensarbete på högskoleingenjörsutbildningen. Examensarbetena bedöms efter deras ingenjörsmässighet och vetenskapliga nivå, men också efter hur de är presenterade. Sveriges tekniska högskolor och universitet nominerar pristagare, och en priskommitté utser vinnaren.
| År   | Examenspris högskoleingenjörsutbildningen till Christopher Polhems minne | Motivering                                                                          |
| ---- | ------------------------------------------------------------------------ | ----------------------------------------------------------------------------------- |
| 2020 | Lisa Medbo och Fredrik Olsson                                            | Koncept för nästa generations teleskophandtag för resväskor.                        |
| 2021 | Oscar Thörn                                                              | Utvecklingsarbete av en AI-styrd trummaskin.                                        |
| 2022 | Hannes Olsson och Martin Larsson                                         | Sätt att optimera komponenter som behövs vid svarvning.                             |
| 2023 | Fredrik Strand och Jonathan Karlsson                                     | Med datorseende och maskininlärning göra arbetsplatser säkrare.                     |
| 2024 | Jessica Lindström                                                        | Introducerat en metod och en algoritm för att identifiera så kallade lagerströmmar. |